# John Burroughs (Künstler)

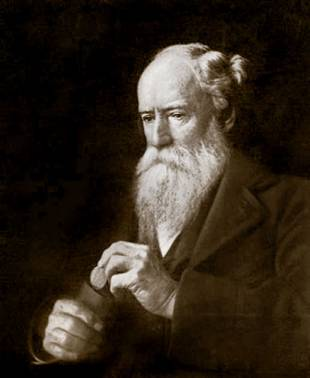
Selbstporträt von John Burroughs, 1902

John Burroughs (* 3. April 1837 bei Roxbury, Delaware County, New York; † 29. März 1921 auf einer Zugfahrt von Kalifornien nach New York) war ein US-amerikanischer literarischer Naturforscher, so die Kennzeichnung durch seinen Biographen Edward Renehan. Im Genre des nordamerikanischen naturkundlichen Essays gilt er als bedeutendster Autor nach Henry David Thoreau.

## Leben
Burroughs Elternhaus stand mitten in den Catskill Mountains. Er verließ es mit 17, da sein Vater nichts von Burroughs Bildungsdrang wissen wollte. Sein Studium in New York muss er sich selbst finanzieren. In dieser Zeit liest er die Werke von William Wordsworth und Ralph Waldo Emerson, die ihn nachhaltig beeinflussen. 1856 verlässt er das Cooperstown Seminar; ein Jahr darauf heiratete er Ursula North (1836–1917). Einen ersten literarischen Erfolg erzielt er 1860 mit einem Essay in der von James Russell Lowell herausgegebenen Zeitschrift Atlantic Monthly. Während des amerikanischen Sezessionskrieges (1861–65) nimmt er in Washington, D.C. eine Stelle als Sekretär des United States Department of the Treasury an; später avanciert er zum Prüfer für die Bundesbank. Parallel beginnt er Essays zur Naturkunde zu verfassen. In dieser Zeit begegnet er Walt Whitman, woraus sich eine langjährige Freundschaft ergibt. Der bekannte Dichter bestärkt ihn im Schreiben. Da Burroughs Aufsätze begeisterte Leser finden, wagt er sich bald auch an Bücher.

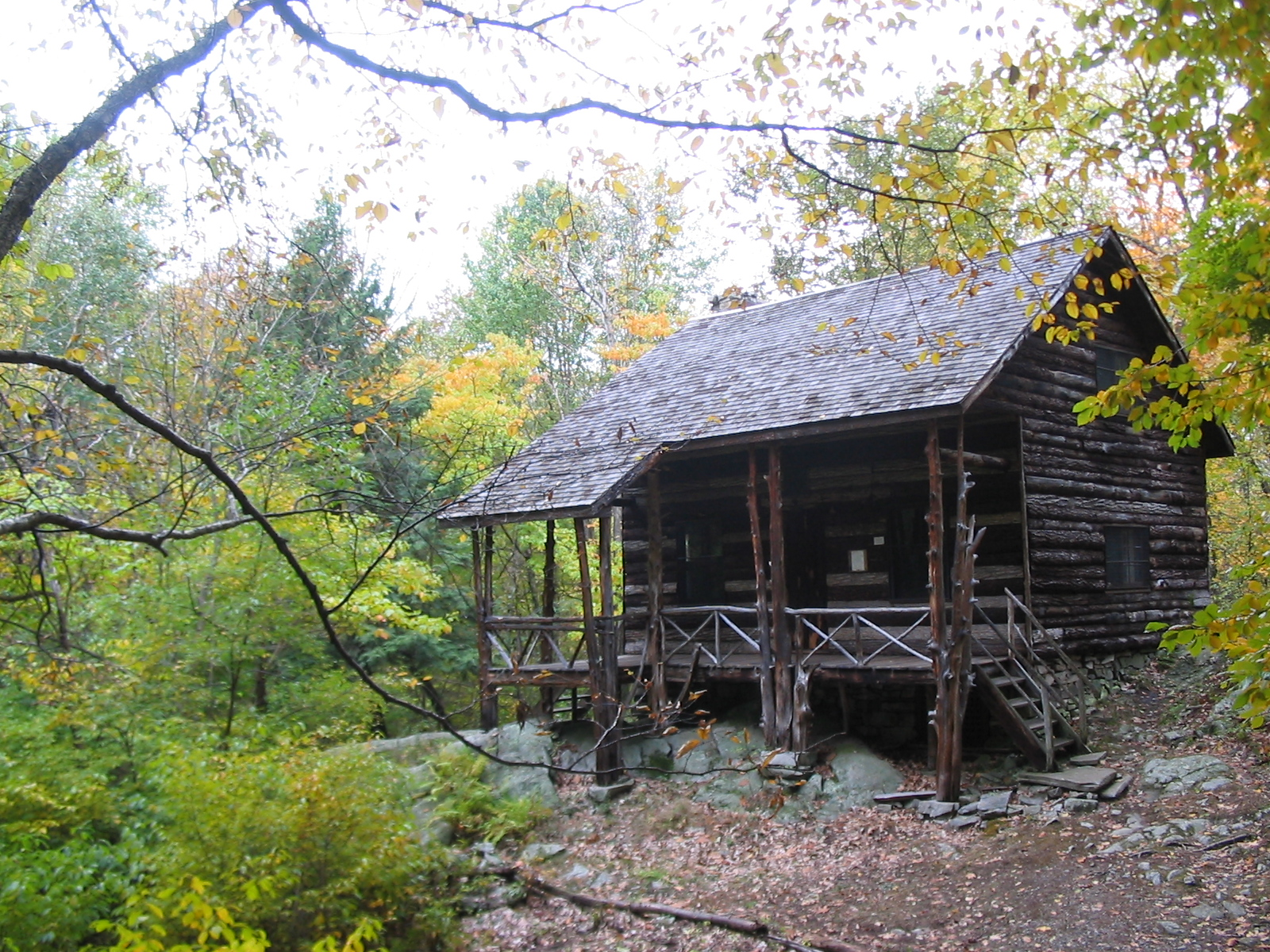
Slabsides, Burroughs’ Blockhaus in West Park, NY, 2005

1874 kauft er eine Farm in Westpark, New York (heute zur Town of Esopus gehörig), beschäftigt sich mit Obstanbau, schreibt weiterhin naturkundliche Bücher und Essays, die ihn geradezu populär machen. 1895 errichtet er mit seinem Sohn Julian ein Blockhaus, das sie Slabsides taufen. Dort empfängt er zahlreiche Prominente inmitten der Natur. 1911 erwählt er sich ein renoviertes Bauernhaus unweit seines Geburtsortes als Sommersitz. Hier in Woodchuck Lodge verfasst der Naturphilosoph seine Bestseller. Zu Lebzeiten verkauft er mehr als 1,5 Millionen Exemplare seiner Werke. 1901 begegnet er seiner Verehrerin Clara Barrus (1864–1931). Die Ärztin wird die große Liebe seines Lebens und schließlich auch die Betreuerin seines Nachlasses. Nach Ursulas Tod (1917) zieht sie zu Burroughs. Dieser wird 1921, kurz vor seinem Tod, in die American Academy of Arts and Letters aufgenommen.

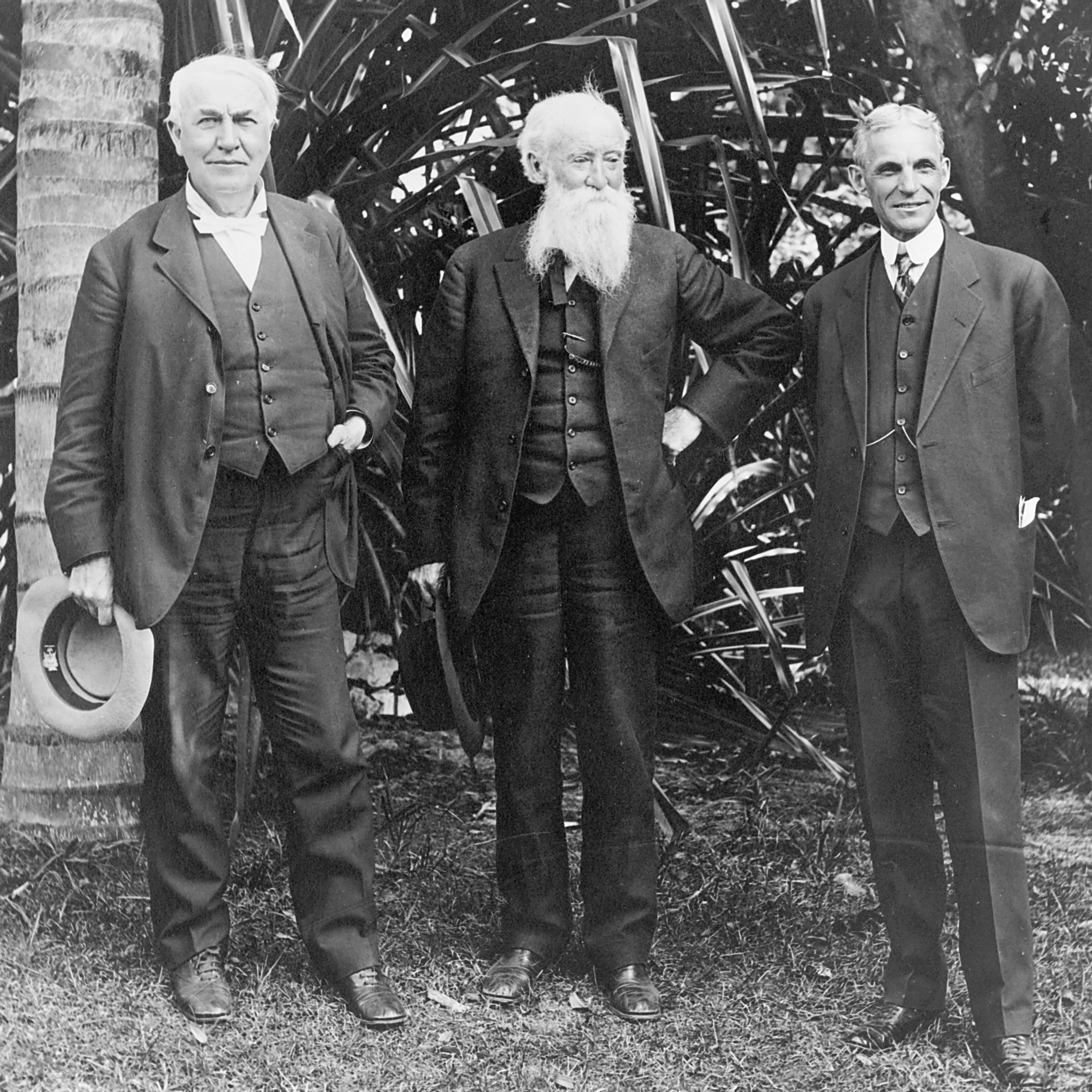
Burroughs mit Thomas Edison und Henry Ford auf Edisons Grundstück in Ft. Myers, Florida, 1914

## Nachwirkungen
Nach Burroughs sind allein elf nordamerikanische Schulen benannt. Im Mount Rainier National Park gibt es einen Burroughs-Berg.
Sein Alterssitz Woodchuck Lodge wird heute von der John Burroughs Association als offenes Haus für Naturfreunde betrieben. Ihren Sitz hat die Gesellschaft am American Museum of Natural History in New York City. Seit 1926 vergibt sie die John-Burroughs-Medaille für das beste naturkundliche Buch des Jahres.

## Werke
- Notes on Walt Whitman as Poet and Person (1867)
- Wake Robin (1871)
- Winter Sunshine (1875)
- Birds and Poets (1877)
- Locusts and Wild Honey (1879) [dt. "Heuschrecken und wilder Honig". Jena: Costenoble, 1911.]
- Pepacton (1881)
- Fresh Fields (1884)
- Signs and Seasons (1886)
- Birds and bees and other studies in nature (1896)
- Indoor Studies (1889)
- Riverby (1894)
- Whitman: A Study (1896)
- The Light of Day (1900)
- Squirrels and Other Fur-Bearers (1900)
- Songs of Nature (Editor) (1901)
- John James Audubon (1902)
- Literary Values and other Papers (1902)
- Far and Near (1904)
- Ways of Nature (1905)
- Camping and Tramping with Roosevelt (1906)
- Bird and Bough (1906)
- Afoot and Afloat (1907)
- Leaf and Tendril (1908)
- Time and Change (1912)
- The Summit of the Years (1913)
- The Breath of Life (1915)
- Under the Apple Trees (1916)
- Field and Study (1919)
- Accepting the Universe (1920)
- Under the Maples (1921)
- The Last Harvest (1922)
- My Boyhood, with a Conclusion by His Son Julian Burroughs (1922)